# Kati Kovács
Kati Kovács (teljes nevén: Marje Katalin Kovács, Helsinki, 1963. december 26. –) magyar származású finn képregényrajzoló. Az Espoo-ban nevelkedett művész a Képzőművészeti Főiskolán tanult grafikai tervezést 1984 és 1986 között. 1986-ban Rómába költözött, azóta ott él.
Apai nagyapja 1939-ben üzletemberként érkezett Finnországba, ahol megnősült és le is telepedett. Bár Kati Kovács családjában már nem beszéltek magyarul, 6 és 16 éves kora között rendszeresen a Balatonnál nyaralt. 1975-ben egy magyarországi levelezőpartnerénél töltött ideje ihlette a Paprikás rapszódiát, amely az első nagy sikert hozta el számára.
A naiv stílusban alkotó művész egyike Finnország legismertebb képregénykészítőinek. Műveit kiállításokra hívják, munkáit Európa több pontján és Hongkongban is bemutatták. 1999-ben megkapta a finn képregénykiadók által adományozott Puupäähattu-díjat („Fafejkalap”), valamint 1996-ban az oktatási minisztérium Nuori Suomi-díját is („Ifjú Finnország”). 2001-ben a Kemiben rendezett képregény-verseny nagydíját is ő hozta el. Szintén a Kemi képregényközpont adományozta számára a Lempi nagydíjat, 2004-ben. 1998-ban a svéd Urhunden-díjat kapta meg a legjobb külföldi képregényért (Karu Cell).
2009-ben Kati Kovács az 5. Magyar Képregényfesztivál díszvendége volt, részt vett az Alfabéta-díj zsűrijének a munkájában, és ebből az alkalomból jelent meg magyarul első képregénye. Munkáiból több ízben is volt már kiállítás Magyarországon: 2008 áprilisában a Finnagorában majd szeptember 20-21-én a European Mobility Week keretében és 2009 áprilisában a képregényfesztiválhoz kapcsolódón a Gödör Klub galériájában.

## Képregényei
- Vihreä rapsodia (1994)
- Karu selli (1996)
- Pahvilapsi (2001)
- Minne matka Laura Liha (2001)
- Miestennielijäksi sirkukseen (2003)
- Onnen lahjat (2004) (szöveg Pauli Kallio)
- Josef Vimmatun tarina (2004)
- Silmä ulos (2005)
- Väritetyt unet (2007) (szöveg Pauli Kallio)
- Viidakkonaisena Vatikaanin varjossa (2008)
- Onnen lahjat 2: Tappele kuin mies! (2009) (szöveg Pauli Kallio)
- Kuka pelkää Nenian Ahnavia? (2010)

## Fordítások

### Svédországban
- Grön rapsodi (1995)
- Karu cell (1997)
- Kartongbarnet (2002)
- Mansslukerska på cirkus (2004)
- Vem är rädd för Anniv Klammag? (2012)

### Franciaországban
- Sirkka, la petite fille de rues (2003)

### Németországban
- Karussell (1998)

### Magyarországon
- Paprikás rapszódia; fordította: Király Hajnal; Nyitott Könyvműhely, Budapest, 2009
- Körhintába zárva; fordította: Márkus Zoltán; Nero Blanco Comix, Budapest, 2018

## Külső hivatkozások
- Kati Kovács honlapja
- Bookline interjú Kati Kováccsal
- Könyvesblog interjú Kati Kováccsal
- Index.hu interjú Kati Kováccsal

## Fordítás
- Ez a szócikk részben vagy egészben a Kati Kovács című finn Wikipédia-szócikk ezen változatának fordításán alapul.  Az eredeti cikk szerkesztőit annak laptörténete sorolja fel. Ez a jelzés csupán a megfogalmazás eredetét és a szerzői jogokat jelzi, nem szolgál a cikkben szereplő információk forrásmegjelöléseként.